# Kviteseidvatnet
59°21′12.58″N 8°35′13.87″Ø / 59.3534944°N 8.5871861°Ø
Kviteseidvatnet er en sø i Kviteseid kommune i Vestfold og Telemark fylke i Norge. Søen er en del af Telemarkskanalen, og tilhører Skiensvassdraget. Den har et areal på 13,34 km² og ligger 72 moh.; omkredsen er 26,94 km. 
Kviteseidvatnet får sine to tilløb fra vest. Dels fra den lille sø Sundkilen dels via «Straumen» fra Bandak. I øst fortsætter «Straumen» og vandet løber ud til Flåvatn. På grund af opdæmningen af Flåvatn ved Hogga sluse er det ingen højdeforskel mellem disse fire søer.